# Azul do céu (Kandinsky)
Azul do céu é uma pintura a óleo sobre tela realizada pelo artista russo Wassily Kandinsky em 1940. Esta pintura, dos últimos anos de Kandinsky (1866-1944), apresenta figuras híbridas, semelhantes a pássaros e peixes, ou, segundo outra interpretação, a microorganismos multicolores e plânctons, pairando sobre um fundo monocromático azul. As cores mais pesadas de outros trabalhos, são aqui substituídas por cores mais vivas, em que o azul representa a liberdade do sonho.
O azul, para o pintor russo, tinha um significado muito mais profundo. Kandinsky acreditava que, quanto mais escuro o tom da cor, mais intenso fica o desejo do ser humano pela eternidade.
A paixão do artista pela cor era tanta que, quando se juntou com Franz Marc e outros pintores para formar o Der Blaue Reiter, se tornou um dos principais fatores para formar o nome do grupo, assim como a paixão de Marc por cavalos e cavaleiros. 